# Báo chí điều tra
Báo chí điều tra là một hình thức báo chí trong đó các phóng viên điều tra sâu về chủ đề mà họ quan tâm hoặc một vấn đề nóng trong xã hội, chẳng hạn như tội phạm nghiêm trọng, tham nhũng chính trị hoặc sai phạm của công ty, tổ chức. Một nhà báo điều tra có thể dành nhiều tháng hoặc nhiều năm để nghiên cứu và chuẩn bị một báo cáo.
Theo truyền thống, hầu hết các hoạt động báo chí điều tra được thực hiện bởi các tờ báo, dịch vụ điện tử và các nhà báo tự do. Với sự sụt giảm thu nhập thông qua quảng cáo, nhiều dịch vụ tin tức truyền thống đã gặp rất nhiều khó khăn để tài trợ cho hoạt động báo chí điều tra. Việc này tốn nhiều thời gian và tốn kém. Các cuộc điều tra báo chí ngày nay thường được thực hiện bởi các tổ chức tin tức hợp tác với nhau, thậm chí ở mức quốc tế (như trong trường hợp của Tài liệu Panama và Hồ sơ Paradise), hoặc bởi các tổ chức như ProPublica.
Sự lớn mạnh của các tập đoàn truyền thông ở Mỹ kể từ những năm 1980 đi kèm với việc cắt giảm lớn ngân sách dành cho báo chí điều tra. Một nghiên cứu năm 2002 kết luận "Báo chí điều tra đã biến mất khỏi làn sóng thương mại của quốc gia".

## Định nghĩa
Giáo sư báo chí Steve Weinberg của Đại học Missouri đã định nghĩa báo chí điều tra là: "Báo cáo, thông qua sáng kiến và sản phẩm công việc của chính mình, những vấn đề quan trọng đối với người đọc, người xem hoặc người nghe."  Trong nhiều trường hợp, các đối tượng của báo cáo muốn các vấn đề đang được giám sát không được tiết lộ.
Nhà lý luận truyền thông người Anh - Hugo de Burgh nói rằng: "Nhà báo điều tra là một người đàn ông hoặc phụ nữ có nghề nghiệp là khám phá sự thật và xác định những sai sót của nó trong bất kỳ phương tiện truyền thông nào có thể có. Hành động làm việc này nói chung được gọi là điều tra báo chí và khác với công việc rõ ràng tương tự được thực hiện bởi cảnh sát, luật sư, kiểm toán viên và các cơ quan quản lý ở chỗ nó không bị giới hạn về mục tiêu, không được thành lập hợp pháp và liên quan chặt chẽ đến công chúng. "

## Công cụ
Một phóng viên điều tra có thể sử dụng một hoặc nhiều công cụ vào một tin bài:
- Phân tích các tài liệu, chẳng hạn như các vụ kiện tụng và các tài liệu pháp lý khác, hồ sơ thuế, báo cáo của chính phủ, báo cáo tài chính doanh nghiệp.
- Cơ sở dữ liệu của hồ sơ công cộng.
- Điều tra các vấn đề kỹ thuật, bao gồm giám sát chính phủ và các hoạt động kinh doanh cũng như ảnh hưởng của chúng.
- Nghiên cứu các vấn đề xã hội và luật pháp.
- Các nguồn nghiên cứu đăng ký như LexisNexis.
- Các cuộc phỏng vấn với các cá nhân được lưu trong hồ sơ hoặc các cuộc phỏng vấn với các cá nhân ẩn danh (ví dụ như người tố giác).
- Dữ liệu từ các cơ quan chính phủ.
- Cơ sở dữ liệu và công cụ OSINT (Open-Source Intelligence) chứa các tài nguyên miễn phí và mở mà bất kỳ ai cũng có thể sử dụng.